# 星毛冠盖藤
星毛冠盖藤（学名：Pileostegia tomentella）为虎耳草科冠盖藤属下的一个种。

## 扩展阅读
- 維基物種上的相關：星毛冠盖藤